# São Miguel da Baixa Grande
São Miguel da Baixa Grande é um município brasileiro do estado do Piauí. Localiza-se a uma latitude 05º51'52" sul e a uma longitude 42º11'10" oeste, estando a uma altitude de 180 metros. Sua população estimada em 2004 era de 2 054 habitantes.
Possui uma área de 205,61 km².